# Projet de réforme de l'État de Gaston Doumergue

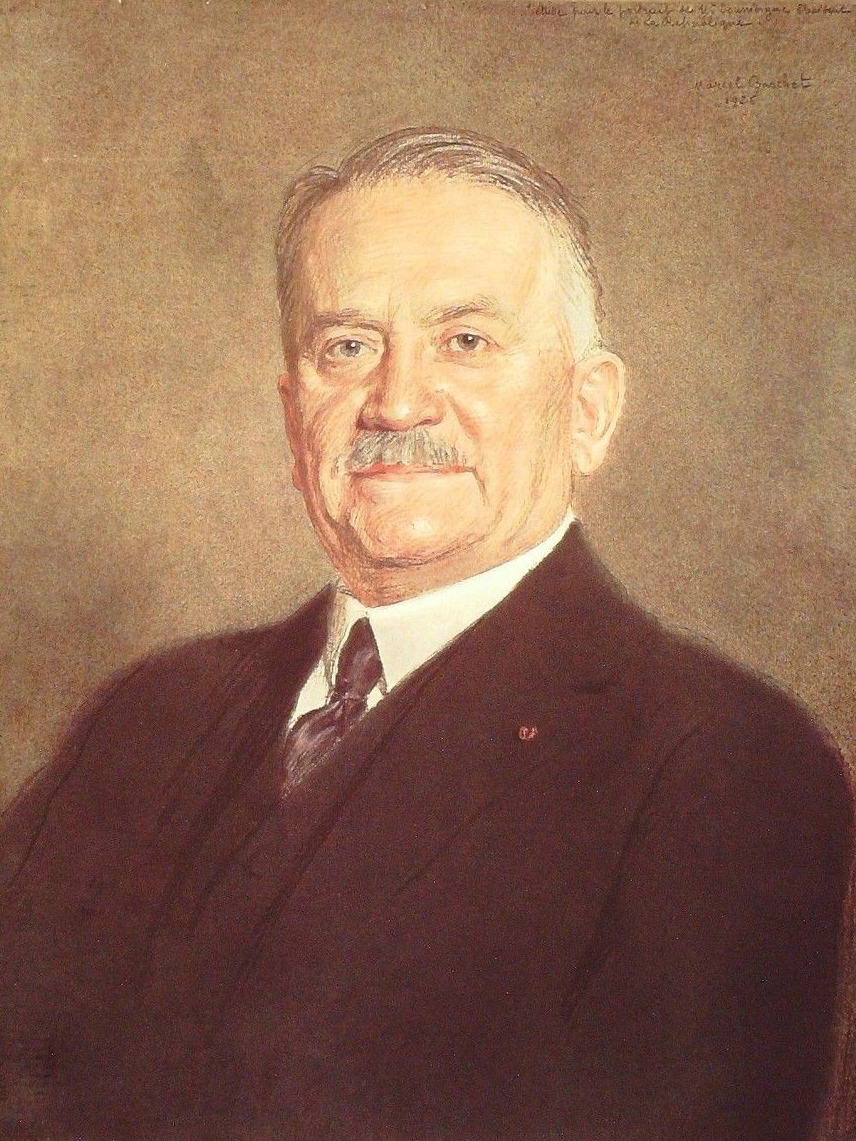
Gaston Doumergue (1863-1937), président du Conseil et ancien président de la République.

Le projet de réforme de l'État de Gaston Doumergue est une tentative avortée de révision des lois constitutionnelles de 1875 au cours de l'année 1934. Mais il est surtout cette année-là rappelé au pouvoir depuis son domicile de Tournefeuille pour arrêter la montée sur Paris des Ligues fascistes, le 6 février 1934. Il est le premier homme politique Français à avoir appelé la population française au secours par ondes radiodiffusées. Son intervention est un succès, des émeutes fomentées par l'extrême-droite étant rapidement et efficacement jugulées.
Portée par le président du Conseil et ancien président de la République Gaston Doumergue, rendue publique en septembre et octobre 1934, la réforme ne dépasse pas le stade d'une ébauche — elle ne fut même pas soumis aux chambres du Parlement — en raison de la chute du gouvernement, le 8 novembre 1934.

## Contexte
Malgré le contexte politique favorable après la crise du 6 février 1934, Gaston Doumergue ne parvient pas à mettre en œuvre une réforme jugée impérieusement nécessaire. Celle-ci visait à la fois à mettre fin à l'instabilité ministérielle que connaissait la Troisième République, et à résoudre, en partie, les difficultés économiques sévères qui affectaient le pays depuis la crise de 1929. Les mesures proposées s'inscrivaient dans la pensée réformiste française du XXe siècle, née face aux problèmes chroniques du régime, et à laquelle André Tardieu, membre du gouvernement Doumergue, et Paul Reynaud, appartenaient.
Ces réformes prévoyaient la création de la fonction de Premier ministre, proposée par le ministre d’État André Tardieu, et la possibilité pour le président de la République de dissoudre la Chambre des députés sans l'accord du Sénat, un an après les élections parlementaires. En effet, le titre de président du Conseil n'était pas défini par la Constitution et un simple ministre, titulaire d'un ministère, exerçait cette fonction. Le but de la réforme était d'accroître ses pouvoirs.

## Suites
Si le projet de réforme est un échec, imputable en partie aux circonstances, à l'hostilité des Radicaux et en partie à Gaston Doumergue lui-même, il n'en demeure pas moins que la doctrine constitutionnelle française va continuer, après lui, à s'enrichir, en recherchant des solutions pour enrayer l'instabilité et l'inefficacité de la Troisième République.
À cet égard, la constitution de 1946 et surtout la constitution de 1958 s'inscrivent dans la même pensée réformiste que le projet de 1934 — et il est d'ailleurs significatif que certaines dispositions du projet Doumergue soient reprises par ces constitutions.